# Bertil Antonsson
Hans Bertil Augustin Antonsson  (ur. 19 lipca 1921 w Trollhättan, zm. 27 listopada 2006 tamże) – szwedzki zapaśnik, dwukrotny medalista olimpijski.
Brał udział w czterech igrzyskach olimpijskich (IO 48, IO 52, IO 56, IO 60). W 1948 i 1952 był drugi w wadze ciężkiej w stylu wolnym. Zdobył pięć medali mistrzostw świata w obu stylach: trzy złote i dwa srebrne. W 1946 i 1949 zdobył złoto mistrzostw Europy w stylu wolnym.
W 1953 został uhonorowany nagrodą Svenska Dagbladets guldmedalj. Był stryjem Hansa Antonssona.